# Associação de Propaganda Feminista
Associação de Propaganda Feminista (APF) var en portugisisk kvinnoorganisation, verksam 1911-1918. 
Föreningen verkade för rösträtt för kvinnor.